# Amybeth McNulty
 Amybeth McNulty (Donegal, Úlster, 7 de noviembre de 2001) es una actriz irlando-canadiense. Es conocida por interpretar a Anne Shirley en la serie de CBC/Netflix Anne with an E, basada en la novela de 1908 Ana de las tejas verdes, de Lucy Maud Montgomery.

## Carrera
Hija de padre irlandés y madre canadiense, que falleció en 2021. McNulty ha actuado también en las series de RTÉ One Clean Break y Agatha Raisin y en la serie de BBC The Sparticle Mystery. Además, actuó en la película Morgan como la personaje principal a la edad de 10 años. También, actuó en la película Maternal dirigida por la actriz Megan Follows (quien también interpretó a Anne Shirley en la adaptación de 1985 de Ana de las tejas verdes) como Charlie McLeod. Actualmente esta película se encuentra en un proceso de posproducción. El 9 de junio de 2021 Netflix a través de su canal oficial de Brasil anunció que se incorporaría al elenco de Stranger Things para su cuarta temporada.

## Vida personal
A los 19, McNulty se mudó de la casa de su familia en la zona rural de Donegal a Londres. 
En junio de 2020, se declaró bisexual.  
McNulty es vegetariana.

## Filmografía

### Cine
| Año  | Título   | Rol              | Notas           |
| ---- | -------- | ---------------- | --------------- |
| 2016 | Morgan   | Morgan (10 años) |                 |
| 2020 | Maternal | Charlie McLeod   | Papel principal |

### Televisión
| Año         | Título                | Rol                   | Notas        |
| ----------- | --------------------- | --------------------- | ------------ |
| 2014        | Agatha Raisin         | Agatha (joven)        | 1 episodio   |
| 2015        | Clean Break           | Jenny Rane            | 4 episodios  |
| 2015        | The Sparticle Mystery | Sputnik               | 2 episodios  |
| 2017 - 2019 | Anne with an E        | Anne Shirley-Cuthbert | protagonista |
| 2022        | Stranger Things       | Vickie                | 3 episodios  |